# 俊恭院
俊恭院（しゅんきょういん、1820年12月23日（文政3年11月18日） - 1840年10月26日（天保11年10月2日））は、江戸時代後期の女性。尾張藩第11代藩主・徳川斉温の継室（御簾中）。父は鷹司政煕。養父は近衛基前。実名は福姫（さちぎみ）。近衛定子とも。

## 生涯
関白・鷹司政煕の娘として生まれ、左大臣・近衛基前の養女となる。その後、前妻である琮樹院と死別した尾張藩第11代藩主・徳川斉温の継室となるが、斉温との間に子供はできなかった。1839年（天保10年）、斉温が死去すると落飾し俊恭院と号した。
1840年（天保11年）、死去。享年21。また愛知県名古屋市の徳川美術館には俊恭院の婚礼調度である「菊折枝蒔絵調度」が展示されている。公家と武家を代表する名家同士の婚礼の総費用は5万両であったと伝わる。